# Grazia del Río
Grazia del Río fue una actriz cinematográfica chilena que incursionó en Argentina.

## Carrera
Destacada actriz de reparto con algunos protagónicos en el cine durante la época dorada argentina, del Río, brilló en las décadas del '30 y '40 junto a actores de la talla de Floren Delbene, Severo Fernández, Fanny Navarro, Rafael Frontaura, Adelaida Soler, Néstor Deval, Enrique Arellano, Pepita Serrador, Vicente Forastieri, Eduardo Sandrini, Eduardo Primo, entre otros.
También tuvo una amplia experiencia teatral en exitosas obras como Maniquíes de Lujo en 1940 en el Teatro Smart, con Alfredo Distacio, Roberto García Ramos, Pedro Quartucci, Nora Sansó, Baby Correa y Agustín Barrios.

## Filmografía
- 1938: Turbión
- 1939: El misterio de la dama de gris
- 1939: Ambición
- 1940: La luz de un fósforo[2]